# Trigonomima cyanella
Trigonomima cyanella là một loài ruồi trong họ Asilidae. Trigonomima cyanella được Osten-Sacken miêu tả năm 1882. Loài này phân bố ở miền Ấn Độ - Mã Lai.